# Europa Universalis
Europa Universalis е стратегическа видео игра, разработена от Paradox Interactive, и пусната на пазара за пръв път на 14 март 2000. В играта се контролира нация, в периода от късното Средновековие до края на Новото Време. Играта се слави с невероятно голяма свобода на действията. Излезли са 4 версии на играта, като последната – Europa Universalis IV, разполага с най-голям избор от нации, с които да се играе, и с най-много начини да се контролира дадената държава. Към нея са излезли и много официални и неофициални модове и експанжъни.